# Gérard le Hardÿ de Beaulieu

Gérard le Hardÿ de Beaulieu

Jean Gérard Théodore le Hardÿ de Beaulieu (Brussel, 3 januari 1921 - Sint-Lambrechts-Woluwe, 3 juni 1998) was een Belgisch volksvertegenwoordiger.

## Levensloop
Gerard le Hardÿ was een zoon van burggraaf Robert le Hardÿ de Beaulieu (1891-1967) en van barones Marie-Antoinette d'Huart (1898-1998). Hij was een achterkleinzoon van Adolphe Le Hardy de Beaulieu. Hij trouwde in 1959 met prinses Maria-Salvatrix de Merode (1928) en ze hadden een zoon en een dochter. Na de dood van zijn vader in 1967 kreeg hij de titel van burggraaf.
Tijdens de Tweede Wereldoorlog behoorde hij tot het Verzet en werd hij gevangengenomen.
Licentiaat in de politieke en sociale wetenschappen aan de Katholieke Universiteit Leuven, werd hij van 1947 tot 1950 kabinetsattaché bij minister Pierre Wigny en van 1950 tot 1960 secretaris van het Tienjarenplan voor Congo. Van 1969 tot 1978 was hij bestuurder bij de NMBS.
In 1946 werd hij voor de PSC verkozen tot gemeenteraadslid in Gosselies, wat hij bleef tot in 1976. Ook was hij van 1958 tot 1978 provincieraadslid van Henegouwen. In 1971 werd hij bestendig afgevaardigde van de provincie, wat hij bleef tot in 1978.
Van 1978 tot 1987 was le Hardÿ de Beaulieu lid van de Kamer van volksvertegenwoordigers voor het arrondissement Charleroi. Door het toen bestaande dubbelmandaat was hij van 1978 tot 1980 ook lid van de Cultuurraad voor de Franse Cultuurgemeenschap en zetelde hij van 1980 tot 1987 in de Waalse Gewestraad en de Franse Gemeenschapsraad.
Ook werd hij in 1973 bestuurder van de Waalse Gewestelijke Ontwikkelingsmaatschappij (SDRW) en was hij van 1980 tot 1981 bureaulid van de Waalse Economische Regionale Raad.

## Voetnota
1. ↑   De Encyclopédie du mouvement wallon geeft, ten onrechte waarschijnlijk, voor het overlijden: Charleroi, 5 juni 1998.